# Fernmeldetruppe

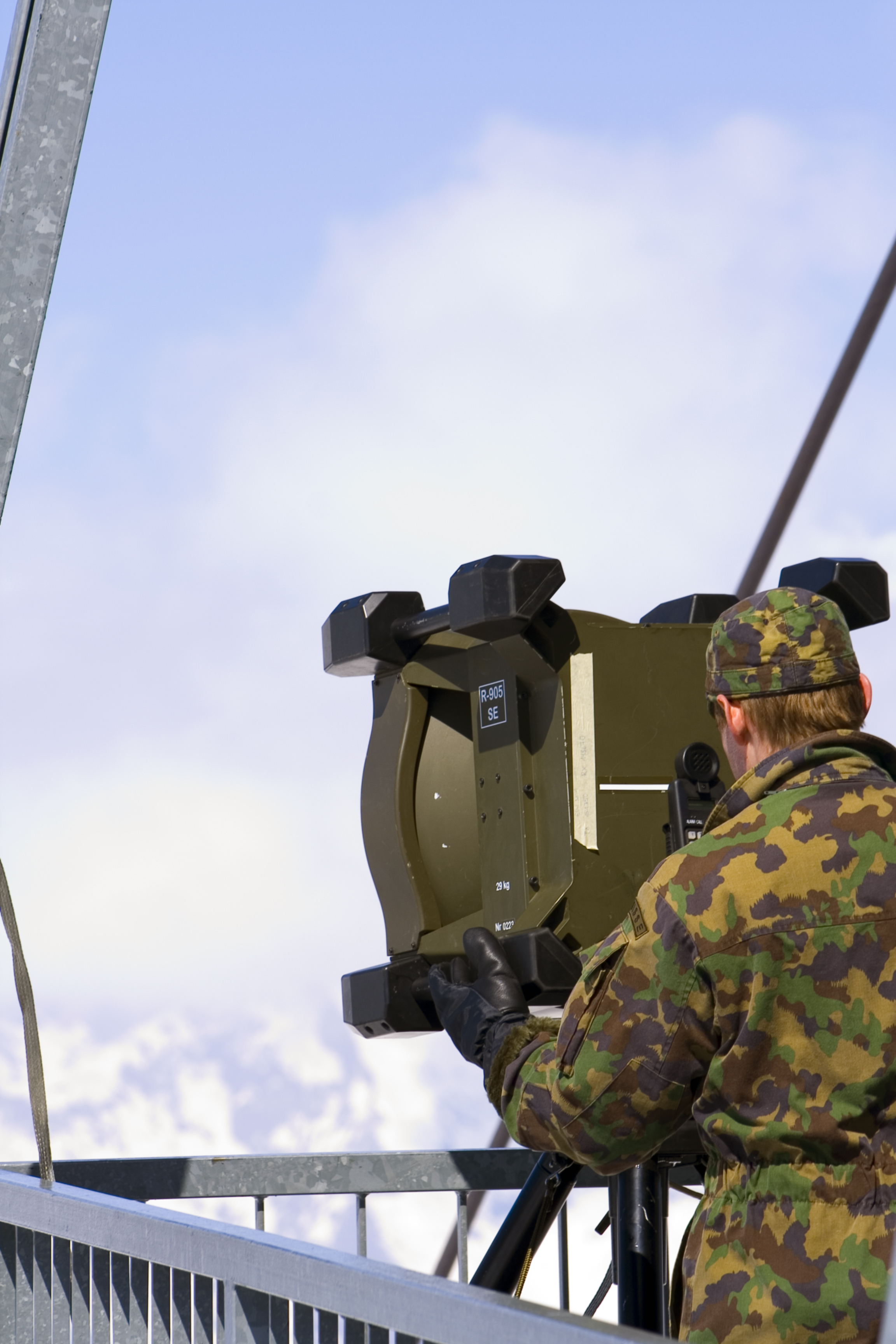
Richtstrahlanlage R-905 der Schweizer Armee

Die Fernmeldetruppe (in der Reichswehr, Wehrmacht und Nationalen Volksarmee Nachrichtentruppe; in der Schweizer Armee Übermittlungstruppen) ist in den meisten Streitkräften eine eigenständige Truppengattung, Spezialtruppe oder ein Dienstteilbereich. 

## Auftrag
Die Fernmeldetruppe hat den Auftrag, Nachrichtensysteme rechtzeitig herzustellen, sie ununterbrochen aufrechtzuerhalten und durch schnelle, sichere und vertrauliche Informations- und Datenübermittlung die ununterbrochene Verbindung der Truppenführung in und zwischen den Verbänden zu ihren übergeordneten Großverbänden und Einrichtungen aller Teile der Streitkräfte, Waffengattungen, Spezialtruppen und Diensten sicherzustellen.
Innerhalb von Truppenteilen und Einheiten übernehmen dies Truppenfernmelder, die zu ihrer jeweiligen Truppengattung gehören. Allen Verbänden ist dazu je ein Truppenfernmeldezug unterstellt. Grundsätzlich gilt dabei für Fernmeldeverbindungen aller Art, dass diese von oben nach unten aufbaut und die übergeordnete Führung sie zu den unterstellten Einheiten hält.

## Technik
Neben dem herkömmlichen Feldkabelbau spielen heute moderne Richtfunkverbindungen die zentrale Rolle.

## Geschichte

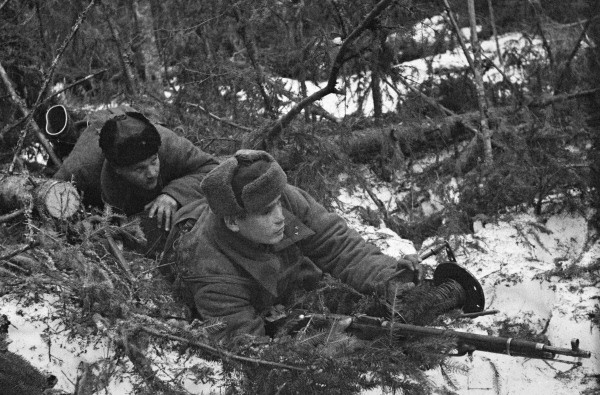
Fernmelder bei der Verlegung von Telefonkabeln im Wald, November 1942

Die moderne Fernmeldetruppe hat ihre Wurzeln unter anderem in der Telegrafentruppe des Ersten Weltkriegs und der späteren Nachrichtentruppe von Wehrmacht und Waffen-SS. Zu ihren Vorläufern zählen auch die verschiedene Systeme der optischen Telegrafie sowie die Nachrichtenübermittlung mit Brieftauben.
Heute sind Fernmelder, Fernmeldeeinheiten, Fernmeldeverbände oder Truppenteile in aller Regel Bestandteil der Armeen, Streitkräfte, Teilstreitkräfte und militärischen Organisationsbereiche. In Bundeswehr und NATO gehört die Fernmeldetruppe zum Führungsgrundgebiet 6.

## Bundeswehr
Die Fernmeldekräfte der Bundeswehr bilden in der Teilstreitkraft Heer und im militärischen Organisationsbereich Cyber- und Informationsraum der Bundeswehr eine eigene Truppengattung, die zu den Einsatz- und Führungsunterstützungstruppen zählt.
Mit dem Marinefernmeldekommando, später dem Marineführungsdienstkommando und den Fernmelderegimentern des Luftwaffenführungsdienstkommandos gab es auch bei den Teilstreitkräften Marine und Luftwaffe eigene Fernmeldekräfte.